# 145 (số)
145 (một trăm bốn mươi lăm) là một số tự nhiên ngay sau 144 và ngay trước 146.